# Illacme plenipes
Illacme plenipes es una especie de miriápodo diplópodo de la familia Siphonophoridae. Es un milpiés que se encuentra en la zona central del estado de California, Estados Unidos.
Hasta el descubrimiento de Eumillipes persephone (con hasta 1306 patas) en 2021, Illacme plenipes era el que se acercaba más a la cantidad de «mil patas», con un promedio de 300 pares de patas (el doble que el promedio de los milpiés), y se han registrado especímenes con hasta 375 pares.
La especie fue descubierta en el Condado de San Benito, California, en 1926 por un científico del gobierno. Sin embargo, no fue vuelta a ver hasta casi 80 años después, cuando fue redescubierta en noviembre de 2005, por Paul Marek, un doctorado de la Universidad del Este de Carolina, que conducía una investigación sobre los milpiés de San Benito. Marek publicó su descubrimiento en la revista  Nature.